# Вакцинація проти COVID-19 в Ізраїлі
Вакцинація проти COVID-19 в Ізраїлі — це кампанія масової імунізації населення Ізраїлю проти COVID-19 під час пандемії коронавірусної хвороби. Ізраїльська програма вакцинації проти COVID-19, офіційно названа «Підстав плече» (івр. לתת כתף)), розпочалася 19 грудня 2020 року, і її високо оцінили за швидкість, завдяки якій 20 % населення країни першими в світі отримали щеплення двома дозами вакцини протягом 3 тижнів.
Станом на 26 червня 2021 року близько 64 % ізраїльтян, які відповідали вимогам, отримали принаймні одну дозу вакцини. Скоординована вакцинація органів охорони здоров'я країни з використанням баз даних особистої інформації ізраїльських пацієнтів сприяла успіху країни у вакцинації значної частини населення за короткий період часу порівняно з рештою світу.
Згідно з дослідженням у вересні 2021 року, опублікованим у журналі «The Lancet», вакцинація проти COVID-19 в Ізраїлі запобігла додатковим 158665 інфікуванням, 24597 госпіталізаціям, 17432 важким або критичним госпіталізаціям і 5532 смертям з 20 грудня 2020 року до 10 квітня 2021 року.

## Передумови
Швидкому проведенню вакцинації в Ізраїлі сприяли багато факторів. Населення Ізраїлю в середньому молодше, ніж у багатьох інших розвинених країнах, лише 12 % його населення старші 65 років. Ізраїль менший за площею, ніж багато інших розвинених країн, та має порівняно невелику чисельність населення — близько 9,3 мільйона осіб, і високу щільність населення (424 осіб на км²). Організовані заходи Ізраїлю щодо отримання, зберігання та введення вакцини була визнана загалом добре скоординованою. Це частково пояснюється централізованим характером урядової системи Ізраїлю, яка, наприклад, не відкладає прийняття багатьох рішень щодо політики охорони здоров'я на нижчі державні органи влади. Держава закупила значну кількість вакцини Pfizer–BioNTech проти COVID-19 відносно свого населення ще в грудні 2020 року. У травні 2020 року держава уклала угоди з компаніями, які розробляли вакцини, зокрема з Moderna.

### Використання вакцин
| Вакцина         | Схвалення | Застосування |
| --------------- | --------- | ------------ |
| Pfizer–BioNTech | Так       | Так          |
| Moderna         | Так       | Так          |

### Вакцини на стадії досліджень
| Вакцина         | Тип (технологія)    | I фаза   | II фаза  | III фаза |
| --------------- | ------------------- | -------- | -------- | -------- |
| Pfizer–BioNTech | РНК-вакцина         | виконано | виконано | виконано |
| IIBR-100        | Вірусний вектор     | виконано | виконано | —        |
| MigVax-101      | Білкова субодинична | ще ні    | ще ні    | ще ні    |

## Історія
На початку програми вакцинації Ізраїль надав компанії Pfizer медичну інформацію про своїх громадян у рамках угоди щодо отримання країною від компанії поставок вакцин проти COVID-19.
На початку кампанія вакцинації була зосереджена на літніх (особах старших 60 років) та інших групах пацієнтів з високим ризиком важкого перебігу хвороби в разі інфікування, наприклад, на тих, хто вже мав хронічні захворювання, а також на працівниках сфери охорони здоров'я. Через 8 тижнів майже 85 % медичних працівників у лікарні в Єрусалимі (медичного центру «Хадасса») були вакциновані.
Ізраїль розпочав свою кампанію 19 грудня 2020 року, коли прем'єр-міністр Беньямін Нетаньягу став першою особою в країні, яка отримала вакцинацію, йому зробили ін'єкцію в прямому ефірі, щоб заохотити інших ізраїльтян зробити щеплення. Менш ніж за два тижні понад 10 % ізраїльтян отримали свою першу дозу вакцини.
Масова вакцинація в Ізраїлі показала, що вакцина Pfizer працює, зупиняючи передачу вірусу, включаючи безсимптомні випадки хвороби. Програма вакцинації також зменшила смертність у країні.
Станом на початок лютого 2021 року принаймні 90 % ізраїльтян старших 60 років отримали принаймні одну дозу вакцини Pfizer, а кількість підтверджених інфікувань у країні знизилася на 41 % порівняно з попереднім місяцем. До кінця лютого щонайменше 4,8 мільйона ізраїльтян отримали принаймні одну дозу вакцини. Ця масова вакцинація призвела до зниження кількості тяжких випадків COVID-19. Ізраїль прийняв закон, який дозволяє державним службовцям виявляти та контактувати з тими, хто не був щеплений, щоб переконати їх зробити вакцинацію.
Для доступу до певних місць, таких як спортзали, готелі та театри, імунізовані жителі країни показували зелену перепустку (також відому як «зелений значок»), яка була офіційно введена міністерством охорони здоров'я Ізраїлю 21 лютого 2021 року. Зелена перепустка вказувала на те, що її власник імунізований проти COVID-19 шляхом вакцинації або попередньої перенесеної хвороби. Особи, які отримали дві дози вакцини проти COVID-19, мають право отримати цей сертифікат про вакцинацію. Він закінчується через 6 місяців.
Станом на березень 2021 року Ізраїль мав найвищий рівень вакцинованого населення на душу населення у світі. Близько 60 % мешканців Ізраїлю отримали принаймні одну дозу вакцини проти COVID-19 до березня, і деякі громадські місця знову відкрили доступ для тих, хто був щеплений. Лише близько 100 тисяч жителів країни старших 50 років залишилися нещепленими. До березня принаймні 50 % ізраїльського населення отримали обидві дози вакцини Pfizer.
Очевидний успіх ізраїльської програми вакцинації пояснюється централізованими системами, які підтримували організації з підтримки здоров'я, особливо щодо управління особистими даними про здоров'я ізраїльтян. Вони змогли координувати національні акції вакцинації, зв'язуючись безпосередньо з мешканцями за допомогою бази даних контактної інформації, такої як номери телефонів та електронні адреси. Кожен громадянин Ізраїлю повинен зареєструватися в одній з чотирьох медичних систем країни.
10 листопада 2021 року уряд Ізраїлю схвалив проведення щеплень проти COVID-19 дітям віком від 5 до 11 років. Ізраїльські епідеміологи та органи охорони здоров'я визначили нерішучість батьків щодо вакцинації як перешкоду для вакцинації дітей.
22 грудня 2021 року урядова комісія Ізраїлю рекомендувала четверту дозу для людей похилого віку та людей з ослабленим імунітетом. 5 січня 2022 року президент Ізраїлю Іцхак Герцоґ запустив кампанію четвертої вакцинації проти COVID-19, отримавши свою другу ревакцинацію в Хадасса Ейн Керем і закликавши ізраїльських громадян зробити щеплення проти варіанту омікрон.

### Зниження вакцинального імунітету
Дані вакцинальної кампанії в Ізраїлі показали сильний ефект ослаблення імунітету від вакцини Pfizer-BioNTech проти COVID-19 через 6 місяців. 29 липня 2021 року прем'єр-міністр Ізраїлю оголосив, що країна запроваджує третю дозу вакцини Pfizer-BioNTech особам старше 60 років на основі даних, які свідчать про значне зниження імунітету від інфекції з часом у тих, хто має дві дози. Країна розширила доступність третьої вакцинації для всіх ізраїльтян віком від 12 років через 5 місяців після другого щеплення. 29 серпня 2021 року керівник програми вакцинації оголосив, що ізраїльтяни, які не отримали ревакцинацію протягом 6 місяців після другої дози, втратять доступ до зеленого паспорта вакцинації в країні.

## Проблеми з розподілом вакцини
Ізраїльська влада зіткнулася з проблемами з розподілом своїх запасів вакцини проти COVID-19 на початку вакцинації. Це включало проблеми з плануванням відвідування центрів вакцинації, вільне тлумачення відповідності вакцинації на ранній стадії, що призвело до проблем з постачанням, і відсутність достатньої доставки в менш населені села та арабо-ізраїльські громади.
Протягом першого кварталу 2021 року Ізраїлю довелося усунути помірну кількість вагань щодо вакцинації серед населення в цілому, а також усунути більш інтенсивні осередки вагань щодо вакцинації серед молоді та релігійних/культурних меншин. Проблеми вирішувалися за допомогою поєднання повідомлень, стимулів, розширення початкової системи доставки вакцин та інших заходів. Багато заходів стосувалися населення в цілому, а інші були спрямовані на підгрупи з рівнем вакцинації нижче середнього. Після того, як перші особи були вакциновані, знадобилася важка творча робота, щоб збільшити охоплення населення вакцинацією з 40 до 60 % і більше.
Проведення вакцинації палестинцям не було таким ретельним, як громадянам Ізраїлю. На початку березня запасів вакцин проти COVID-19 не вистачило, щоб охопити всіх медичних працівників. До березня, коли Ізраїль почав вакцинувати палестинських робітників вакциною Moderna, палестинська влада отримала лише достатню кількість доз приблизно для 6 тисяч осіб. Для порівняння, населення сектору Гази становить близько 2 мільйонів осіб. Офіційні особи ООН закликали до більшої підтримки вакцинації палестинців, і високо оцінили допомогу Ізраїлю в цьому відношенні, тоді як Amnesty International висловила стурбованість тим, що Ізраїль не зробив більше для палестинців у зв'язку з пандемією COVID-19. Деякі ізраїльські чиновники охорони здоров'я закликали уряд забезпечити вакцинацію для всіх палестинців.
За даними «Business Insider», громадяни Ізраїлю будь-якого походження, а також жителі Палестини у Східному Єрусалимі мали право на вакцинацію, причому в пріоритеті були особи старші 60 років, медичні працівники та «особливо вразливі верстви населення». Однак приблизно 5 мільйонів палестинців на Західному березі річки Йордан і в секторі Газа (які не знаходяться під контролем Ізраїлю) не мали на це права, оскільки їх охорона здоров'я перебуває під юрисдикцією палестинської влади згідно з угодами в Осло.
До кінця березня Ізраїль вакцинував понад 100 тисяч палестинських робітників. У червні 2021 року Ізраїль оголосив, що передасть палестинській владі понад 1 мільйон доз вакцини Pfizer із коротким терміном придатності в обмін на пізнішу компенсацію за таку ж кількість вакцини, яку палестинська влада очікувала отримати від компанії Pfizer у першому кварталі 2022 року. 18 червня 100 тисяч із цих доз уже було передано міністерству охорони здоров'я Палестини на Західному березі. Однак палестинська влада незабаром вийшла з угоди про обмін, заявивши, що термін придатності доз закінчився надто швидко.
Станом на березень 2021 року євреї-хареді та араби-ізраїльтяни мали нижчий рівень вакцинації, порівняно з іншими верствами населення Ізраїлю. Ці демографічні групи також порівняно частіше вагалися або скептично ставилися до вакцинації. Євреї-хареді складають близько 12 % населення Ізраїлю.
Майже 100 тисяч (або близько 2 % вакцинованих ізраїльтян) не отримали другу дозу після першої. За словами чиновників з міністерства охорони здоров'я Ізраїлю, двома факторами, що сприяють небажанню отримати другу дозу, є дезінформація та страх побічних ефектів. Порівняно з початковою швидкістю, з якою вводили вакцини, згідно з даними міністерства охорони здоров'я, вакцинація в Ізраїлі на пізніших етапах сповільнилася.